# Seria GP2 – Monaco 2016
Runda GP2 na torze Circuit de Monaco – druga runda mistrzostw serii GP2 w sezonie 2016.

## Lista startowa
| Nr | Kierowca            | Zespół                  | Samochód       | Silnik              | Opony |
| -- | ------------------- | ----------------------- | -------------- | ------------------- | ----- |
| 1  | Nobuharu Matsushita | ART Grand Prix          | Dallara GP2/11 | Mecachrome V8 4.00l | P     |
| 2  | Siergiej Sirotkin   | ART Grand Prix          | Dallara GP2/11 | Mecachrome V8 4.00l | P     |
| 3  | Norman Nato         | Racing Engineering      | Dallara GP2/11 | Mecachrome V8 4.00l | P     |
| 4  | Jordan King         | Racing Engineering      | Dallara GP2/11 | Mecachrome V8 4.00l | P     |
| 5  | Alex Lynn           | DAMS                    | Dallara GP2/11 | Mecachrome V8 4.00l | P     |
| 6  | Nicholas Latifi     | DAMS                    | Dallara GP2/11 | Mecachrome V8 4.00l | P     |
| 7  | Mitch Evans         | Pertamina Campos Racing | Dallara GP2/11 | Mecachrome V8 4.00l | P     |
| 8  | Sean Gelael         | Pertamina Campos Racing | Dallara GP2/11 | Mecachrome V8 4.00l | P     |
| 9  | Raffaele Marciello  | Russian Time            | Dallara GP2/11 | Mecachrome V8 4.00l | P     |
| 10 | Artiom Markiełow    | Russian Time            | Dallara GP2/11 | Mecachrome V8 4.00l | P     |
| 11 | Gustav Malja        | Rapax                   | Dallara GP2/11 | Mecachrome V8 4.00l | P     |
| 12 | Arthur Pic          | Rapax                   | Dallara GP2/11 | Mecachrome V8 4.00l | P     |
| 14 | Philo Paz Armand    | Trident                 | Dallara GP2/11 | Mecachrome V8 4.00l | P     |
| 15 | Luca Ghiotto        | Trident                 | Dallara GP2/11 | Mecachrome V8 4.00l | P     |
| 18 | Sergio Canamasas    | Carlin                  | Dallara GP2/11 | Mecachrome V8 4.00l | P     |
| 19 | Marvin Kirchhöfer   | Carlin                  | Dallara GP2/11 | Mecachrome V8 4.00l | P     |
| 20 | Antonio Giovinazzi  | Prema Racing            | Dallara GP2/11 | Mecachrome V8 4.00l | P     |
| 21 | Pierre Gasly        | Prema Racing            | Dallara GP2/11 | Mecachrome V8 4.00l | P     |
| 22 | Oliver Rowland      | MP Motorsport           | Dallara GP2/11 | Mecachrome V8 4.00l | P     |
| 23 | Daniël de Jong      | MP Motorsport           | Dallara GP2/11 | Mecachrome V8 4.00l | P     |
| 24 | Nabil Jeffri        | Arden International     | Dallara GP2/11 | Mecachrome V8 4.00l | P     |
| 25 | Jimmy Eriksson      | Arden International     | Dallara GP2/11 | Mecachrome V8 4.00l | P     |
| Nr | Kierowca            | Zespół                  | Samochód       | Silnik              | Opony |

## Wyniki

### Sesja treningowa
| Nr | Kierowca          | Konstruktor    | Czas     | Okr. |
| -- | ----------------- | -------------- | -------- | ---- |
| 2  | Siergiej Sirotkin | ART Grand Prix | 1:20,361 | 22   |

### Kwalifikacje
Źródło: gp2series.com

#### Grupa A
| Poz. | Nr | Kierowca            | Konstruktor             | Czas     | Poz. s. |
| ---- | -- | ------------------- | ----------------------- | -------- | ------- |
| 1    | 3  | Norman Nato         | Racing Engineering      | 1:19,894 | 4       |
| 2    | 7  | Mitch Evans         | Pertamina Campos Racing | 1:19,962 | 5       |
| 3    | 5  | Alex Lynn           | DAMS                    | 1:20,014 | 7       |
| 4    | 9  | Raffaele Marciello  | Russian Time            | 1:20,601 | 10      |
| 5    | 15 | Luca Ghiotto        | Trident                 | 1:20,630 | 11      |
| 6    | 1  | Nobuharu Matsushita | ART Grand Prix          | 1:20,744 | 12      |
| 7    | 19 | Marvin Kirchhöfer   | Carlin                  | 1:21,016 | 14      |
| 8    | 21 | Pierre Gasly        | Prema Racing            | 1:21,381 | PIT     |
| 9    | 11 | Gustav Malja        | Rapax                   | 1:21,965 | 15      |
| 10   | 23 | Daniël de Jong      | MP Motorsport           | 1:21,978 | 16      |
| 11   | 25 | Jimmy Eriksson      | Arden International     | 1:22,029 | 17      |
| Poz. | Nr | Kierowca            | Konstruktor             | Czas     | Poz. s. |

#### Grupa B
| Poz. | Nr | Kierowca           | Konstruktor             | Czas     | Poz. s. |
| ---- | -- | ------------------ | ----------------------- | -------- | ------- |
| 1    | 2  | Siergiej Sirotkin  | ART Grand Prix          | 1:19,186 | 1       |
| 2    | 4  | Jordan King        | Racing Engineering      | 1:19,691 | 2       |
| 3    | 22 | Oliver Rowland     | MP Motorsport           | 1:19,852 | 3       |
| 4    | 20 | Antonio Giovinazzi | Prema Racing            | 1:19,972 | 6       |
| 5    | 6  | Nicholas Latifi    | DAMS                    | 1:20,182 | 8       |
| 6    | 12 | Arthur Pic         | Rapax                   | 1:20,360 | 9       |
| 7    | 18 | Sergio Canamasas   | Carlin                  | 1:20,600 | PIT     |
| 8    | 8  | Sean Gelael        | Pertamina Campos Racing | 1:20,877 | 13      |
| 9    | 10 | Artiom Markiełow   | Russian Time            | 1:22,160 | 18      |
| 10   | 14 | Philo Paz Armand   | Trident                 | 1:22,707 | 19      |
| 11   | 24 | Nabil Jeffri       | Arden International     | 1:22,722 | PIT     |
| Poz. | Nr | Kierowca           | Konstruktor             | Czas     | Poz. s. |

### Główny wyścig

#### Wyścig
Źródło: Wyprzedź Mnie!
| P                 | + / –     | Nr | Kierowca            | Konstruktor             | Okr. | Czas / Strata | Komentarz |
| ----------------- | --------- | -- | ------------------- | ----------------------- | ---- | ------------- | --------- |
| 1                 | 17        | 10 | Artiom Markiełow    | Russian Time            | 40   | 1:01:27,183   |           |
| 2                 | 2         | 3  | Norman Nato         | Racing Engineering      | 40   | +0:01,541     |           |
| 3                 | Bez zmian | 22 | Oliver Rowland      | MP Motorsport           | 40   | +0:03,187     |           |
| 4                 | 3         | 5  | Alex Lynn           | DAMS                    | 40   | +0:08,239     |           |
| 5                 | Bez zmian | 7  | Mitch Evans         | Pertamina Campos Racing | 40   | +0:11,723     |           |
| 6                 | 4         | 9  | Raffaele Marciello  | Russian Time            | 40   | +0:15,025     |           |
| 7                 | 7         | 19 | Marvin Kirchhöfer   | Carlin                  | 40   | +0:21,153     |           |
| 8                 | 4         | 1  | Nobuharu Matsushita | ART Grand Prix          | 40   | +0:21,582     |           |
| 9                 | 7         | 23 | Daniël de Jong      | MP Motorsport           | 40   | +0:22,343     |           |
| 10                | 1         | 12 | Arthur Pic          | Rapax                   | 40   | +0:23,333     |           |
| 11                | 5         | 20 | Antonio Giovinazzi  | Prema Racing            | 40   | +0:20,037     | [ 4 ]     |
| 12                | 8         | 18 | Sergio Canamasas    | Carlin                  | 40   | +0:30,192     |           |
| 13                | Bez zmian | 8  | Sean Gelael         | Pertamina Campos Racing | 40   | +0:31,295     |           |
| 14                | 1         | 11 | Gustav Malja        | Rapax                   | 40   | +0:34,900     | [ 4 ]     |
| 15                | 6         | 21 | Pierre Gasly        | Prema Racing            | 40   | +0:49,748     |           |
| 16                | 3         | 14 | Philo Paz Armand    | Trident                 | 39   | +1 okr.       |           |
| Niesklasyfikowani |           |    |                     |                         |      |               |           |
|                   |           | 15 | Luca Ghiotto        | Trident                 | 35   | +5 okr.       |           |
|                   |           | 25 | Jimmy Eriksson      | Arden International     | 32   | +8 okr.       |           |
|                   |           | 4  | Jordan King         | Racing Engineering      | 27   | +13 okr.      |           |
|                   |           | 24 | Nabil Jeffri        | Arden International     | 23   | +17 okr.      |           |
|                   |           | 2  | Siergiej Sirotkin   | ART Grand Prix          | 22   | +18 okr.      |           |
|                   |           | 6  | Nicholas Latifi     | DAMS                    | 21   | +19 okr.      |           |
| P                 | + / –     | Nr | Kierowca            | Konstruktor             | Okr. | Czas / Strata | Komentarz |

#### Najszybsze okrążenie
| Nr | Kierowca     | Konstruktor  | Czas     | Okr. |
| -- | ------------ | ------------ | -------- | ---- |
| 21 | Pierre Gasly | Prema Racing | 1:20,469 | 39   |

#### Premia za najszybsze okrążenie w TOP10
| Nr | Kierowca         | Konstruktor  | Czas     | Okr. |
| -- | ---------------- | ------------ | -------- | ---- |
| 10 | Artiom Markiełow | Russian Time | 1:22,017 | 34   |

### Sprint

#### Wyścig
Źródło: Wyprzedź Mnie!
| P                 | + / –     | Nr | Kierowca            | Konstruktor             | Okr. | Czas / Strata | Komentarz |
| ----------------- | --------- | -- | ------------------- | ----------------------- | ---- | ------------- | --------- |
| 1                 | Bez zmian | 1  | Nobuharu Matsushita | ART Grand Prix          | 30   | 41:59,392     |           |
| 2                 | Bez zmian | 19 | Marvin Kirchhöfer   | Carlin                  | 30   | +0:13,660     |           |
| 3                 | Bez zmian | 9  | Raffaele Marciello  | Russian Time            | 30   | +0:15,453     |           |
| 4                 | Bez zmian | 7  | Mitch Evans         | Pertamina Campos Racing | 30   | +0:20,894     |           |
| 5                 | Bez zmian | 5  | Alex Lynn           | DAMS                    | 30   | +0:32,560     |           |
| 6                 | 1         | 3  | Norman Nato         | Racing Engineering      | 30   | +0:33,038     |           |
| 7                 | 1         | 22 | Oliver Rowland      | MP Motorsport           | 30   | +0:33,594     |           |
| 8                 | Bez zmian | 10 | Artiom Markiełow    | Russian Time            | 30   | +0:33,874     |           |
| 9                 | 1         | 12 | Arthur Pic          | Rapax                   | 30   | +0:36,777     |           |
| 10                | 2         | 18 | Sergio Canamasas    | Carlin                  | 30   | +0:47,646     |           |
| 11                | 2         | 23 | Daniël de Jong      | MP Motorsport           | 30   | +0:54,291     |           |
| 12                | 2         | 11 | Gustav Malja        | Rapax                   | 30   | +0:55,476     |           |
| 13                | 2         | 21 | Pierre Gasly        | Prema Racing            | 30   | +0:55,981     |           |
| 14                | 3         | 15 | Luca Ghiotto        | Trident                 | 30   | +0:56,501     |           |
| 15                | 3         | 25 | Jimmy Eriksson      | Arden International     | 30   | +0:58,682     |           |
| 16                | 3         | 4  | Jordan King         | Racing Engineering      | 30   | +1:09,193     |           |
| 17                | 3         | 24 | Nabil Jeffri        | Arden International     | 30   | +1:17,922     |           |
| 18                | 7         | 20 | Antonio Giovinazzi  | Prema Racing            | 30   | +1:17,997     |           |
| Niesklasyfikowani |           |    |                     |                         |      |               |           |
|                   |           | 6  | Nicholas Latifi     | DAMS                    | 13   | +17 okr.      |           |
|                   |           | 2  | Siergiej Sirotkin   | ART Grand Prix          | 10   | +20 okr.      |           |
|                   |           | 8  | Sean Gelael         | Pertamina Campos Racing | 7    | +23 okr.      |           |
|                   |           | 14 | Philo Paz Armand    | Trident                 | 3    | +27 okr.      |           |
| P                 | + / –     | Nr | Kierowca            | Konstruktor             | Okr. | Czas / Strata | Komentarz |

#### Najszybsze okrążenie
| Nr | Kierowca            | Konstruktor    | Czas     | Okr. |
| -- | ------------------- | -------------- | -------- | ---- |
| 1  | Nobuharu Matsushita | ART Grand Prix | 1:21,554 | 28   |

## Klasyfikacja po zakończeniu rundy

### Kierowcy
| P  | +/− | Kierowca            | Starty | Punkty | P1 | P2 | P3 | PP | NO | NS |
| -- | --- | ------------------- | ------ | ------ | -- | -- | -- | -- | -- | -- |
| 1  | +1  | Norman Nato         | 4      | 49     | 1  | 1  | –  | –  | 1  | –  |
| 2  | +3  | Artiom Markiełow    | 4      | 48     | 1  | –  | –  | –  | 1  | –  |
| 3  | 0   | Alex Lynn           | 4      | 41     | 1  | –  | –  | –  | –  | –  |
| 4  | −3  | Pierre Gasly        | 4      | 33     | –  | 1  | 1  | 1  | 1  | –  |
| 5  | +2  | Raffaele Marciello  | 4      | 28     | –  | –  | 1  | –  | –  | –  |
| 6  | +5  | Nobuharu Matsushita | 4      | 22     | 1  | –  | –  | –  | 1  | –  |
| 7  | +2  | Oliver Rowland      | 4      | 22     | –  | –  | 1  | –  | –  | –  |
| 8  | −4  | Nicholas Latifi     | 4      | 20     | –  | 1  | –  | –  | –  | 2  |
| 9  | +9  | Marvin Kirchhöfer   | 4      | 18     | –  | 1  | –  | –  | –  | –  |
| 10 | +3  | Mitch Evans         | 4      | 18     | –  | –  | –  | –  | –  | –  |
| 11 | −5  | Jordan King         | 4      | 16     | –  | –  | 1  | –  | –  | 1  |
| 12 | −4  | Sergio Canamasas    | 4      | 10     | –  | –  | –  | –  | –  | –  |
| 13 | −1  | Siergiej Sirotkin   | 4      | 4      | –  | –  | –  | 1  | –  | 3  |
| 14 | −4  | Gustav Malja        | 4      | 2      | –  | –  | –  | –  | –  | –  |
| 15 | +2  | Daniël de Jong      | 4      | 2      | –  | –  | –  | –  | –  | –  |
| 16 | 0   | Arthur Pic          | 4      | 1      | –  | –  | –  | –  | –  | 1  |
| 17 | +4  | Antonio Giovinazzi  | 4      | 0      | –  | –  | –  | –  | –  | 1  |
| 18 | −4  | Luca Ghiotto        | 4      | 0      | –  | –  | –  | –  | –  | 2  |
| 19 | −4  | Sean Gelael         | 4      | 0      | –  | –  | –  | –  | –  | 1  |
| 20 | −1  | Jimmy Eriksson      | 4      | 0      | –  | –  | –  | –  | –  | 1  |
| 21 | N   | Philo Paz Armand    | 4      | 0      | –  | –  | –  | –  | –  | 3  |
| 22 | −2  | Nabil Jeffri        | 4      | 0      | –  | –  | –  | –  | –  | 1  |
| P  | +/− | Kierowca            | Starty | Punkty | P1 | P2 | P3 | PP | NO | NS |

### Zespoły
| P  | +/− | Konstruktor             | Starty | Punkty | P1 | P2 | P3 | PP | NO | NS |
| -- | --- | ----------------------- | ------ | ------ | -- | -- | -- | -- | -- | -- |
| 1  | +3  | Russian Time            | 8      | 76     | 1  | –  | 1  | –  | 1  | –  |
| 2  | 0   | Racing Engineering      | 8      | 65     | 1  | 1  | 1  | –  | 2  | 1  |
| 3  | −2  | DAMS                    | 8      | 61     | 1  | 1  | –  | –  | –  | 2  |
| 4  | −1  | Prema Racing            | 8      | 33     | –  | 1  | 1  | 3  | 1  | 1  |
| 5  | 0   | Carlin                  | 8      | 28     | –  | 1  | –  | –  | –  | –  |
| 6  | +2  | ART Grand Prix          | 8      | 26     | 1  | –  | –  | 2  | 1  | 3  |
| 7  | −1  | MP Motorsport           | 8      | 24     | –  | –  | 1  | –  | –  | –  |
| 8  | +1  | Pertamina Campos Racing | 8      | 18     | –  | –  | –  | –  | –  | 1  |
| 9  | −2  | Rapax                   | 8      | 3      | –  | –  | –  | –  | –  | 1  |
| 10 | 0   | Trident                 | 8      | 0      | –  | –  | –  | –  | –  | 5  |
| 11 | 0   | Arden International     | 8      | 0      | –  | –  | –  | –  | –  | 2  |
| P  | +/− | Kierowca                | Starty | Punkty | P1 | P2 | P3 | PP | NO | NS |